# Браян Літтл (футболіст)
Браян Літтл (англ. Brian Little; нар. 25 листопада 1953, Ньюкасл-апон-Тайн, Англія) — англійський футболіст, що грав на позиції нападника. По завершенні ігрової кар'єри — тренер. Виступав, зокрема, за клуб «Астон Вілла», а також національну збірну Англії.
Триразовий володар Кубка англійської ліги (двічі як гравець і одного разу як тренер).

## Клубна кар'єра
У дорослому футболі дебютував 1970 року виступами за команду клубу «Астон Вілла», кольори якої захищав протягом усієї кар'єри, що тривала десять років. Більшість часу, проведеного у складі «Астон Вілли», був основним гравцем атакувальної ланки команди.

## Виступи за збірну
1975 року провів один матч у складі національної збірної Англії.

## Кар'єра тренера
Розпочав тренерську кар'єру, повернувшись до футболу після невеликої перерви, 1986 року, очоливши тренерський штаб клубу «Вулвергемптон Вондерерз». 1991 року став головним тренером команди «Лестер Сіті», тренував команду з Лестера три роки.
Згодом протягом 1994—1998 років очолював тренерський штаб клубу «Астон Вілла». 1998 року прийняв пропозицію попрацювати у клубі «Сток Сіті». Залишив команду з міста Сток-он-Трент 1999 року.
Протягом одного року, починаючи з 1999, був головним тренером команди «Вест-Бромвіч Альбіон». 2000 року був запрошений керівництвом клубу «Галл Сіті» очолити його команду, з якою пропрацював до 2002 року.
Протягом тренерської кар'єри також очолював команди клубів «Дарлінгтон» та «Транмер Роверз».
Після цього тренував «Рексем» з 2007 по 2008 рік, а також «Гейнсборо Триніті» та збірну Джерсі з футболу.

## Досягнення

### Як гравця
- Володар Кубка англійської ліги:

«Астон Вілла»: 1974-75, 1976-77
- Чемпіон Європи (U-18): 1972

### Як тренера
- Володар Кубка англійської ліги:

«Астон Вілла»: 1995-96